# Bommanhal, Devadurga
Bommanhal là một làng thuộc tehsil Devadurga, huyện Raichur, bang Karnataka, Ấn Độ.